# Lijst van Belgische rozetruidragers Ronde van Italië
Dit is een lijst van Belgische rozetruidragers in de Ronde van Italië.

## Ranglijst Belgische rozetruidragers in de Ronde van Italië
Onderstaande lijst toont alle Belgische dragers van de roze trui in de Ronde van Italië (bijgewerkt tot en met 14 mei 2023). Het totaal aantal roze truien door een Belg gedragen bedraagt 163.
| Naam                                                      | Aantal truien |
| --------------------------------------------------------- | ------------- |
| Eddy Merckx                                               | 79            |
| Johan De Muynck                                           | 22            |
| Jos Hoevenaars                                            | 10            |
| Rik Van Steenbergen                                       | 8             |
| Armand Desmet                                             | 7             |
| Freddy Maertens Michel Pollentier                         | 6             |
| Remco Evenepoel Rik Verbrugghe                            | 4             |
| Jef Demuysere Roger De Vlaeminck Patrick Sercu            | 3             |
| Wilfried Reybrouck Rik Van Linden Guillaume Van Tongerloo | 2             |
| Rik Van Looy Willy Vannitsen                              | 1             |

## Lijst met alle Belgische rozetruidragers
| Naam                    | Jaar | Aantal | Na etappe(s)                                                                                                 | Overgenomen van    | Kwijtgeraakt aan    |
| ----------------------- | ---- | ------ | --- | ------------------ | ------------------- |
| Johan De Muynck         | 1976 | 1      | na 6e | Roger De Vlaeminck | Francesco Moser     |
| Johan De Muynck         | 1976 | 3      | na 19e, 20e en 21e                                                                                           | Felice Gimondi     | Felice Gimondi      |
| Johan De Muynck         | 1978 | 18     | na 3e, 4e, 5e, 6e, 7e, 8e, 9e, 10e, 11eA, 11eB, 12e, 13e, 14e, 15e, 16e, 17e, 18e, 19e en 20e                | Rik Van Linden     | winnaar Giro        |
| Armand Desmet           | 1962 | 7      | na 7e, 8e, 9e, 10e, 11e, 12e en 13e                                                                          | Vincenzo Meco      | Graziano Battistini |
| Jef Demuysere           | 1933 | 3      | na 5e, 6e en 7e                                                                                              | Alfredo Binda      | Alfredo Binda       |
| Roger De Vlaeminck      | 1976 | 1      | na 2e | Patrick Sercu      | Patrick Sercu       |
| Roger De Vlaeminck      | 1976 | 2      | na 4e en 5e                                                                                                  | Patrick Sercu      | Johan De Muynck     |
| Jos Hoevenaars          | 1960 | 10     | na 6e, 7eA, 7eB, 8e, 9eA, 9eB, 10e, 11e, 12e en 13e                                                          | Jacques Anquetil   | Jacques Anquetil    |
| Freddy Maertens         | 1977 | 6      | na proloog en na 1e, 2eA, 2eB, 3e en 4e                                                                      | eerste drager      | Francesco Moser     |
| Eddy Merckx             | 1968 | 2      | na 1e en 2e                                                                                                  | Charly Grosskost   | Michele Dancelli    |
| Eddy Merckx             | 1968 | 11     | na 12e, 13e, 14e, 15e, 16e, 17e, 18e, 19e, 20e, 21e en 22e                                                   | Michele Dancelli   | winnaar Giro        |
| Eddy Merckx             | 1969 | 3      | na 9e, 10e en 11e                                                                                            | Giancarlo Polidori | Silvano Schiavon    |
| Eddy Merckx             | 1969 | 2      | na 14e en 15e                                                                                                | Silvano Schiavon   | Felice Gimondi      |
| Eddy Merckx             | 1970 | 14     | na 7e, 8e, 9e, 10e, 11e, 12e, 13e, 14e, 15e, 16e, 17e, 18e, 19e en 20e                                       | Franco Bitossi     | winnaar Giro        |
| Eddy Merckx             | 1972 | 16     | na 7e, 8e, 9e, 10e, 11e, 12eA, 12eB, 13e, 14e,15e, 16e, 17e, 18e, 19eA, 19eB en 20e                          | José Manuel Fuente | winnaar Giro        |
| Eddy Merckx             | 1973 | 21     | na proloog, 1e, 2e, 3e, 4e, 5e, 6e, 7e, 8e, 9e, 10e, 11e, 12e, 13e, 14e, 15e, 16e, 17e, 18e, 19e, 20e en 21e | eerste drager      | winnaar Giro        |
| Eddy Merckx             | 1974 | 10     | na 13e, 14e, 15e, 16e, 17e, 18e, 19e, 20e, 21e en 22e                                                        | José Manuel Fuente | winnaar Giro        |
| Michel Pollentier       | 1977 | 6      | na 17e, 18e, 19e, 20e, 21e en 22e                                                                            | Francesco Moser    | winnaar Giro        |
| Wilfried Reybrouck      | 1974 | 2      | na 1e en 2e                                                                                                  | eerste drager      | José Manuel Fuente  |
| Rik Van Linden          | 1978 | 2      | na 1e en 2e                                                                                                  | eerste drager      | Johan De Muynck     |
| Rik Van Looy            | 1959 | 1      | na 1e | eerste drager      | Jacques Anquetil    |
| Willy Vannitsen         | 1958 | 1      | na 1e | eerste drager      | Ercole Baldini      |
| Rik Van Steenbergen     | 1951 | 1      | na 1e | eerste drager      | Fiorenzo Magni      |
| Rik Van Steenbergen     | 1951 | 1      | na 7e | Fritz Schär        | Fiorenzo Magni      |
| Rik Van Steenbergen     | 1951 | 5      | na 13e, 14e, 15e, 16e en 17e                                                                                 | Giancarlo Astrua   | Fiorenzo Magni      |
| Rik Van Steenbergen     | 1957 | 1      | na 1e | eerste drager      | Louison Bobet       |
| Guillaume Van Tongerloo | 1961 | 2      | na 8e en 9e                                                                                                  | Antonio Suárez     | Jacques Anquetil    |
| Patrick Sercu           | 1976 | 2      | na proloog en 1e                                                                                             | eerste drager      | Roger De Vlaeminck  |
| Patrick Sercu           | 1976 | 1      | na 3e etappe                                                                                                 | Roger De Vlaeminck | Roger De Vlaeminck  |
| Rik Verbrugghe          | 2001 | 4      | na proloog, 1e, 2e en 3e                                                                                     | eerste drager      | Dario Frigo         |
| Remco Evenepoel         | 2023 | 3      | na 1e, 2e, 3e                                                                                                | eerste drager      | Andreas Leknessund  |
| Remco Evenepoel         | 2023 | 1      | na 9e | Andreas Leknessund | Geraint Thomas      |

 winnaars · 
roze trui · 
  puntenklassement · 
  bergklassement · 
 jongerenklassement · 
 intergiro · 
 ploegenklassement · 
 strijdlust · 
 zwarte trui
Giro d'Italia Next Gen · Giro Donne · Cima Coppi
 Belgische rozetruidragers · etappewinnaars
 Nederlandse rozetruidragers · etappewinnaars
Mannen:
1909 · 
1910 · 
1911 · 
1912 · 
1913 · 
1914 · 
1919 · 
1920 · 
1921 · 
1922 · 
1923 · 
1924 · 
1925 · 
1926 · 
1927 · 
1928 · 
1929 · 
1930 · 
1931 · 
1932 · 
1933 · 
1934 · 
1935 · 
1936 · 
1937 · 
1938 · 
1939 · 
1940 · 
1946 · 
1947 · 
1948 · 
1949 · 
1950 · 
1951 · 
1952 · 
1953 · 
1954 · 
1955 · 
1956 · 
1957 · 
1958 · 
1959 · 
1960 · 
1961 · 
1962 · 
1963 · 
1964 · 
1965 · 
1966 · 
1967 · 
1968 · 
1969 · 
1970 · 
1971 · 
1972 · 
1973 · 
1974 · 
1975 · 
1976 · 
1977 · 
1978 · 
1979 · 
1980 · 
1981 · 
1982 · 
1983 · 
1984 · 
1985 · 
1986 · 
1987 · 
1988 · 
1989 · 
1990 · 
1991 · 
1992 · 
1993 · 
1994 · 
1995 · 
1996 · 
1997 · 
1998 · 
1999 · 
2000 · 
2001 · 
2002 · 
2003 · 
2004 · 
2005 · 
2006 · 
2007 · 
2008 · 
2009 · 
2010 · 
2011 · 
2012 · 
2013 · 
2014 · 
2015 · 
2016 · 
2017 · 
2018 · 
2019 · 
2020 · 
2021 · 
2022 · 
2023 · 
2024 · 
2025
Vrouwen:
1988 · 
1989 · 
1990 · 
1991 ·
1992 ·
1993 · 
1994 · 
1995 · 
1996 · 
1997 · 
1998 · 
1999 · 
2000 · 
2001 · 
2002 · 
2003 · 
2004 · 
2005 · 
2006 · 
2007 · 
2008 · 
2009 · 
2010 · 
2011 · 
2012 ·
2013 · 
2014 ·
2015 ·
2016 ·
2017 ·
2018 ·
2019 ·
2020 ·
2021 ·
2022 ·
2023 ·
2024 ·
2025